# Miguel Marcos Madera
Miguel Marcos Madera, conegut futbolísticament com a Míchel (nascut el 9 de novembre de 1985 a La Pola, Astúries), és un futbolista professional asturià que juga actualment al Qarabağ de l'Azerbaitjan.
Es va formar al planter del Reial Oviedo, però va jugar pel rival Sporting de Gijón tant a la Segona Divisió com a La Liga, abans de marxar a la Premier League on va jugar pel Birmingham City FC el 2010.
Va ser cedit la segona part de la temporada 2010–11 a l'AEK Atenes FC, abans de retornar a Espanya, on va jugar pel Getafe CF. Després d'un any amb el Maccabi Haifa FC, va signar pel Qarabağ el 2015, club amb el qual va guanyar la lliga i la copa en les seves dues primeres temporades.